# УЛЕБ
Унија европских кошаркашких лига (фр. Union des Ligues Européennes de Basket-Ball, енгл. Union of European Leagues of Basketball), позната по свом акрониму УЛЕБ (од фр. ULEB), је удружење европских професионалних кошаркашких клубова и лига, које организује два клупска европска такмичења: Евролигу и Еврокуп. Удружење је основано 25. јуна 1991. године у Риму, а његово седиште се налази у Барселони.

## Председници УЛЕБ-а
- Ђанлуиђи Порели (септембар 1991 — 18. март 1998)
- Едуардо Портела (18. март 1998 — 6. октобар 2016)
- Томас Ван Ден Шпигел (6. октобар 2016 — тренутно)